# Ilha Amak

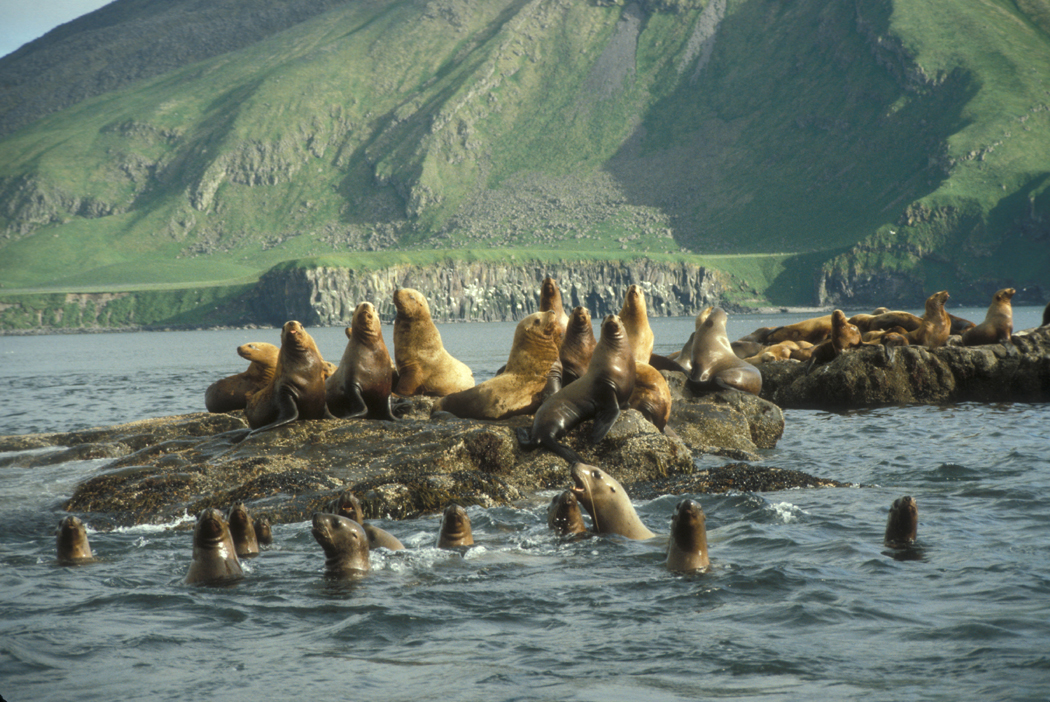
Vista de Leões marinhos na ilha Amak

A Ilha Amak (Amax em aleúte) é uma ilha inabitada no Aleutians East (distrito), Alasca, EUA. A ilha localiza-se ao norte da porção oeste da Península do Alasca, e a noroeste da cidade de Cold Bay. A área da ilha é 15,09 km², e o ponto mais alto da ilha possui 488 metros. 